# Деймантас Петравічюс
Деймантас Петра́вічюс (лит. Deimantas Petravičius, нар. 2 вересня 1995, Вільнюс) — литовський футболіст, нападник «Окжетпеса» і національної збірної Литви.

## Клубна кар'єра
Народився 2 вересня 1995 року у Вільнюсі. В юнацькому віці перебрався до Англії, де займався у футбольній школі клубу «Ноттінгем Форест». 2016 року дебютував за основну команду цього клубу, проте, провівши лише одну гру, був відданий в оренду до нижчолігового «Стівеніджа».
Того ж 2016 року перейшов до польського клубу «Заглемб'є» (Любін), до основного складу якого також пробитися не зумів, провівши протягом сезону лише одну гру в першості Польщі.
2017 року повернувся на Британські острови, уклавши контракт із шотландським «Мотервеллом», у складі якого провів наступний рік своєї кар'єри гравця. 
2018 року перейшов до іншого шотландського клубу, «Фолкерка».

## Виступи за збірні
2011 року дебютував у складі юнацької збірної Литви, взяв участь у 14 іграх на юнацькому рівні, відзначившись одним забитим голом.
2013 року провів одну гру за молодіжну збірну Литви.
Того ж 2013 року дебютував в офіційних матчах у складі національної збірної Литви.